# Natalia Cayupán
Natalia Millaray Cayupán Reuque (Maipú, Chile, 3 de noviembre de 2000) es una futbolista chilena que juega como mediocampista y delantera en Unión Española de la Primera División de fútbol femenino de Chile.

## Trayectoria
Se formó en Universidad de Chile. En 2016 fue campeona del Torneo de Apertura 2016 Sub-17 siendo la capitana del plantel.
Además de jugar en el primer equipo y en la Selección Chilena, también ha participado en la Selección Chilena de futsal.

## Vida personal
Tiene ascendencia mapuche de parte de ambos padres y es bisnieta de dos machis. Además de ser futbolista estudia Obstetricia y Puericultura en la Universidad San Sebastián.

## Clubes
| Club                 | País  | Año         |
| -------------------- | ----- | ----------- |
| Universidad de Chile | Chile | 2016 – 2023 |
| Unión Española       | Chile | 2024        |

## Palmarés

### Títulos nacionales
| Título              | Club                 | País  | Año  |
| ------------------- | -------------------- | ----- | ---- |
| Campeonato Nacional | Universidad de Chile | Chile | 2021 |